# Halteri
Halteri (njem. „halter” od „halten” - držati) vrsta su donjeg rublja, koji se sastoji od trake elastičnog materijala od obično 5 do 7 cm u širinu i najčešće četiri elastične vezice pričvršćene sa svake strane. Vezice se obično pričvršćuju na samostojeće najlonske čarape metalnim kopčama u koje se kroz materijal čarape umetne gumeni disk koji učinkovito drži čarapu na mjestu. Oni su obično pričvršćeni na elastičnu duljinu koja omogućuje prilagodbu. Ove kopče, najbolje se pričvršćuju na čarape s jednostavnim rubom koji nema čipke ili s podstavom od silikonske ljepljive trake.
Gornji dio haltera obično se nosi u struku, kako bi se spriječilo da halteri skliznu prema dolje dok ga čarape povlače prema dolje. Postoji donje rublje, koje na sebi već ima elastične vezice poput korzeta, na koje se pričvršćuju samostojeće najlonske čarape te postoje i najlonske čarape s gaćicama, koje oponašaju izgled haltera i samostojećih najlonskih čarapa, bez da to jesu. 
Halteri su bili popularni kroz povijest 20. stoljeća, poput 1970-ih. U moderno vrijeme, najlonske čarape s gaćicama nose se češće od haltera i samostojećih najlonskih čarapa, koji se nose za posebne prilike poput romantičnih ili za svečane prilike poput vjenčanja i proslava. Neke samostojeće čarape imaju silikonsku ljepljivu traku na gornjem dijelu čarape kako bi ih držale bez haltera, a postoje i najlonske čarape za haltere, koje nemaju ljepljivu traku i ne mogu se nositi bez haltera. Ponekad liječnici mogu savjetovati pacijentice, da nose haltere zbog sprečavanja nastanka infekcije na nogama, koje mogu nastati kod nošenja drugih odjevnih predmeta, kod kojih su noge izložene toplini i vlazi. Halteri se mogu koristiti i za medicinske potporne čarape koje se nose zbog proširenih vena ili slabe cirkulacije.
Iako su halteri uglavnom dio donjeg rublja koje može vidjeti samo određena osoba, danas se također mogu vidjeti i na poznatim osobama kao dio scenske odjeće.